# Subordonare (gramatică)
În gramatică, subordonarea este unul dintre raporturile sintactice. Se stabilește între două entități lingvistice cu funcții sintactice diferite, dintre care unul este determinat (regent), iar celălalt determinant (subordonat). Ca raporturi sintactice mai există coordonarea și, după unii lingviști, interdependența, între subiect și predicat.
Subordonare există la mai multe niveluri cu extinderi diferite: sintagmă nominală sau verbală, propoziție (între părți de propoziție) și frază (între propoziții).
În general sunt luate în seamă ca raporturi de subordonare cel atributiv și cel completiv, iar în gramaticile limbii române și cel predicativ suplimentar.
Unii gramaticieni consideră subordonator și raportul apozitiv, precum și cel dintre predicat și subiect, dar alții văd în apoziție, predicat și subiect termeni autonomi. După unii autori, sintagma cu apoziție poate fi concepută ca una intermediară între cele cu subordonare și cele cu coordonare.
La nivelul sintagmei există și determinanți abstracți. Aceștia sunt termeni subordonați, dar dintre ei, articolele nu se analizează sintactic, ci numai cuvintele determinate de ele, împreună cu ele.

## Gradul de necesitate a entității subordonate
Entitățile subordonate sunt necesare în grade diferite. Fără ele nu se pot forma propoziții și fraze dezvoltate, pentru a emite mesaje nuanțate, cu precizări și caracterizări, dar din punctul de vedere al suficienței semantice a unei propoziții, adică pentru ca aceasta să aibă sens și fără context, entitățile subordonate pot fi inutile. De exemplu, o propoziție simplă, formată numai din subiect și predicat, precum Capra paște, este suficientă în sine, chiar dacă verbul tranzitiv paște poate primi un complement direct ca iarbă.
Sunt trei grade de necesitate în ceea ce privește entitățile subordonate. Aceste grade depind de sensul lexical al termenului lor regent.
Entitatea subordonată este obligatorie dacă fără ea nu poate fi vorba de o sintagmă sau o propoziție corectă:
- complement direct:

- ro Atunci el spuse o prostie, Atunci spuse că pleacă;
- fr  Maman prépare un gâteau „Mama prepară o prăjitură”;
- hu  készít valamit „pregătește ceva”;
- cnr  Komšija je prodao kuću „Vecinul a vândut casa”;

- alt complement:

- ro  Locuiește aici;
- fr  J’habite rue Danton „Locuiesc pe strada Danton”;
- hu  jártas a biológiában „se pricepe la biologie”;
- cnr  Komšija je stanovao na kraju ulice „Vecinul locuia la capătul străzii”;

- atribut: cnr Radimo u nemogućim okolnostima „Lucrăm în împrejurări imposibile”[17];
- element predicativ suplimentar: ro  Ea se numește Puica[18].

Entitatea subordonată este reprezentabilă dacă în anumite împrejurări poate fi omisă, dar este totdeauna subînțeleasă:
- complement direct:

- ro  Am terminat (de scris);
- fr  On connaît (ça) „Cunoaștem (asta)”;
- hu  meggyógyít (valakit) „vindecă (pe cineva)”;

- alt complement:

- ro  N-am fost (la mare);
- hu  hozzáfog (valamihez) „se apucă (de ceva)”.

Entitatea subordonată este facultativă dacă nu este nevoie să fie nici subînțeleasă pentru ca sintagma sau propoziția să fie corectă:
- complement direct:

- ro  Citesc (un articol);
- fr  Pierre mange (une pomme) „Pierre mănâncă (un măr);
- hu  A kislány (leckét) ír „Fetița (își) scrie (lecția)”;
- cnr  Pišemo (pisma) „Scriem (scrisori)”;

- alt complement:

- ro  Scriu (părinților);
- fr  J’ai déjeuné (d’une tranche de jambon) „Am mâncat la micul dejun/la prânz (o felie de șuncă);
- hu  (a fűben) fekszik „stă culcat(ă) (în iarbă);
- cnr  Kupali su se (cijelo ljeto) „S-au scăldat (toată vara)”;

- atribut:

- ro  Și-a pus pantofii (cei noi / pe care îi cumpărase cu o zi înainte);
- fr  La voiture (électrique) ne pollue pas l’air „Mașina (electrică) nu poluează aerul”;
- hu  (Sült) kenyeret vettem „Am cumpărat pâine (coaptă);
- cnr  Kupio je kuću (našega komšije) „A cumpărat casa (vecinului nostru)”;

- element predicativ suplimentar: ro  A plecat (râzând)[18].

## Nivelurile de manifestare ale subordonării
Se manifestă subordonare în primul rând la nivelul sintagmei nominale sau verbale. Aceasta poate fi constituită din doi termeni, dintre care unul subordonat celuilalt, dar poate fi vorba și de un grup de sintagme, în care un termen este regent absolut, iar unul sau altul din termeni poate fi regent relativ în raport cu un termen subordonat lui. Exemple de sintagme nominale:
- fr  mon jeune ami „tânărul meu prieten” – Termenul regent ami „prieten” are două atribute subordonate direct acestuia, adjectivul posesiv mon „meu” și adjectivul calificativ jeune „tânăr”[29].
- en  all the very big cars „toate mașinile foarte mari” – Very „foarte” este subordonat lui big „mari”, iar grupul all the very big „toate … foarte mari” lui cars „mașini”[2].
- hu  világos szobában dolgozó gyerek „copil care lucrează într-o cameră luminoasă” – Gyerek „copil” este termen regent absolut, dolgozó „care lucrează” (literal „lucrător”) este atributul său, szobában „într-o cameră” este complementul de loc al lui dolgozó (regent relativ), iar világos „luminoasă” este atributul lui szobában (regent relativ la rândul său). Fiecare termen subordonat formează câte o sintagmă cu regentul său, iar tot grupul formează o sintagmă mai mare[6].

Deoarece cuvintele compuse au ca bază sintagme sau propoziții, există și cuvinte compuse cu subordonare:
- cu complement direct:

- ro  fluieră-vânt;
- fr  portefeuille „portofel, portofoliu” (literal „poartă foaie”);
- sr  dangubiti „a pierde vremea” (lit. „a pierde ziua”);
- hu  egyetért „este de acord”, favágó „tăietor de lemne”, fejcsóválva „dând din cap”;

- cu alte complemente:

- ro  vino-ncoace;
- fr  meurt-de-faim „muritor de foame” (lit. „moare de foame”);
- sr  zloupotrebiti „a abuza” (lit. „a folosi rău”);
- hu  gyorsúszó „înotător de viteză”, kézenfogva „ținându-se de mână”;

- cu atribut:

- ro  rea-voință;
- fr  coffre-fort „seif” (lit. „cufăr tare”);
- sr  malograđanin „provincial, mic-burghez”;
- hu  ásványvíz „apă minerală”, jobblábas „dreptaci (la picioare)”.

În propoziție sunt părți principale predicatul și subiectul, interdependente, celelalte părți de propoziție fiind secundare în calitate de cuvinte sau de sintagme subordonate părților principale, și eventual în raport de subordonare sau de coordonare între ele. Fraza cu propoziții subordonate este structurată în mod analog în jurul propoziției principale.
În general, un termen subordonat dintr-o propoziție determină o singură parte a acesteia. O excepție este elementul predicativ suplimentar, care se subordonează în același timp și predicatului, și altei părți de propoziție: subiectului (A plecat râzând), complementului direct (L-am văzut supărat), complementului indirect (Îi spunem Puica) sau complementului de agent (o vacanță petrecută singur).

## Exprimarea subordonării
Subordonarea se poate exprima prin mijloace morfologice, sintactice și prozodice, uneori îmbinându-se procedee din două din aceste categorii sau din toate trei.

### Procedeu morfologic
Morfologic, subordonarea se realizează prin desinențe, cel puțin în limbile flexionare și în cele aglutinante. Este vorba despre declinare, care există în limbile flexionare în măsuri diferite, de la un grad de dezvoltare ridicat, de exemplu în limba latină, până la practic inexistența sa, de pildă în limba franceză. Bunăoară, în latină, complementul direct se exprimă prin cazul acuzativ. Dacă este vorba de aproape orice substantiv la singular, acesta are desinența -Vm (V – vocală). Aceeași parte de propoziție se exprimă în limba maghiară prin desinența -t adăugată tuturor substantivelor și cuvintelor substantivate, precum și aproape tuturor pronumelor, atât la singular, cât și la plural.

### Procedee sintactice
Unul din mijloacele sintactice este juxtapunerea termenului regent și a celui subordonat. În cazul atributului adjectival, acesta este procedeul în toate limbile amintite mai sus. Tot juxtapus este complementul direct exprimat prin substantiv, de exemplu în franceză: J’aime ma sœur „O iubesc pe sora mea”.
Alt mijloc sintactic al subordonării este joncțiunea, adică legarea termenului subordonat de cel regent printr-un cuvânt gramatical. Între părți de propoziție acesta este prepoziția sau locuțiunea prepozițională în unele limbi, corespunzătoare postpoziției în altele. În unele limbi, precum franceza, numai prepoziția îndeplinește acest rol, în altele prepoziția, respectiv postpoziția este folosită uneori singură, alteori asociată cu o anumită desinență pe care o cere. Exemple:
- fr  Les cambrioleurs ont profité de mon absence (numai prepoziție) „Spărgătorii au profitat de absența mea”[38];
- ro  Condițiile sunt stabilite de participanți (numai prepoziție)[39], A reușit datorită voinței (prepoziție și desinență)[40];
- hr  Golub je sletio na krov (numai prepoziție) „Porumbelul a zburat pe acoperiș”, Golub je na krovu (prepoziție și desinență) „Porumbelul este pe acoperiș”[41];
- hu  Három nap múlva jövök haza (numai postpoziție) „Vin acasă peste trei zile”[42] Imrén kívül senki sem volt pontos (postpoziție și desinență) „În afară de Imre, nimeni nu a fost punctual”[43].

În română sunt subordonate prin joncțiune, fiind exprimate prin substantiv, în mare parte complementul indirect (Îmi amintesc de tinerețe), totdeauna cel de agent (Condițiile sunt stabilite de participanți) și în general cele circumstanțiale: Merge spre casă, În afară de autor este și interpret.
Și între propoziții există în unele limbi subordonare cu juxtapunere, cu caracter facultativ, în cazul propoziției completive directe, de exemplu în limba engleză [She said (that) she would come today „A spus că va veni astăzi”] sau în maghiară: Úgy hallottam, (hogy) már lehet a piacon kapni cseresznyét „Am auzit că se găsesc deja cireșe la piață”.
Cel mai adesea însă, raportul dintre propozițiile subordonate și regenta lor se realizează prin joncțiune cu cuvinte gramaticale: conjuncție sau locuțiune conjuncțională subordonatoare, pronume relativ sau adverb pronominal relativ. Exemple:
- cu conjuncție:

- ro  A spus că vine;
- hu  Oda jutott már, hogy senki sem hitelez neki „A ajuns să nu-i mai dea nimeni credit”;

- cu locuțiune conjuncțională: ro  Dansează ca și cum ar pluti[52];
- cu pronume relativ:

- ro  Scrisoarea pe care am primit-o m-a alarmat;
- fr  Je choisirai dans ce livre un chapitre qui me paraît important „Voi alege din cartea aceasta un capitol care-mi pare important”;

- cu adverb relativ:

- ro  Mă duc unde vrei;
- sr  Bilo je to one večeri kad smo ispraćali baku na voz „Era în seara când o conduceam pe bunica la gară”.

Ca mijloc de subordonare sintactic, topica are o importanță mai mare în limbile în care declinarea este inexistentă sau redusă, decât în cele cu o declinare bogată. De exemplu, în latină, Agnum est lupus și Lupus est agnum au același sens gramatical, „Lupul mănâncă mielul”, complementul direct fiind clar exprimat prin desinență, dar în franceză numai Le loup mange l’agneau are acest sens, nu și L’agneau mange le loup „Mielul mănâncă lupul”.

### Procedee prozodice
Prozodia, prin intonație, accentuare și pauză, poate interveni și ea în exprimarea subordonării. Intonația poate deosebi sensurile unei fraze prin aceea că provoacă sau nu o ruptură (pauză) între regentă și subordonată. În scris, pauza se exprimă prin virgulă. Exemple în franceză:
- Il n’est pas parti parce qu’il avait peur (intonație urcătoare până la pas, apoi coborâtoare până la sfârșitul frazei, fără pauză) „N-a plecat pentru că i-a fost frică” vs.
- Il n’est pas parti, parce qu’il avait peur (intonație urcătoare, pauză, apoi coborâtoare) „N-a plecat, pentru că i-a fost frică”.

În maghiară, în exemplele de mai jos, intonația contribuie, pe lângă alte elemente, la a deosebi subiectul de atributul nemarcat prin sufix:
- A Népszabadság kulturális mellékletében közli, hogy… (intonație urcătoare a subiectului A Népszabadság și pauză după acesta) „Ziarul Népszabadság, în suplimentul său cultural, anunță că…” vs.
- A Népszabadság kulturális mellékletében olvashatjuk, hogy… (intonație coborâtoare a atributului A Népszabadság și lipsa pauzei după acesta) „În suplimentul cultural al ziarului Népszabadság putem citi că…”

Prin același mijloc se exprimă care anume substantiv din propoziție este determinat de un atribut:
- a hatalmas Budapesten található könyvtárak (intonație coborâtoare a lui hatalmas și lipsa pauzei după acesta, atribut al lui Budapesten) „bibliotecile care se află în enorma Budapestă” vs.
- a hatalmas, Budapesten találhattó könyvtárak (intonație urcătoare a lui hatalmas plasat la începutul sintagmei pentru a fi scos în evidență și urmat de pauză, atribut al lui könyvtárak) „bibliotecile enorme care se află la Budapesta”.